# Münzkabinett
El Münzkabinett (gabinet de monedes i medalles) és un museu situat al castell de la residència de Dresden (Residenzschloss). Forma part del complex de les Col·leccions Nacionals de Dresden.
Les monedes, les medalles i les notes de plata són documents importants de la història. Una de les col·leccions més grans d’aquest tipus, el Münzkabinett té una importància europea. Allotja al voltant de 300.000 objectes, que daten de tots els temps des de l’Antiguitat fins als nostres dies: monedes i medalles, i sobretot màquines i aparells destinats a la fabricació de monedes, per no parlar de decoracions, bitllets de plata, títols històrics i monedes.
Les monedes i medalles saxones que representen la història de Saxònia són un dels punts forts de la col·lecció.